# Huanuni
Huanuni es una ciudad y municipio de Bolivia, capital de la provincia de Dalence, en el departamento de Oruro.
Según el último censo boliviano de 2012, el municipio de Huanuni cuenta con una población de 24.677 habitantes, siendo de esta manera, el tercer municipio más poblado del departamento de Oruro (después de Oruro y Challapata). La ciudad de Huanuni (su área urbana) cuenta con 20.336 habitantes.
Huanuni está situado a una altitud de 3.957 metros sobre el nivel del mar. En cuanto a distancia, Huanuni se encuentra a 45 km de Oruro y a 310 km de Potosí. La capital del municipio forma parte de la Ruta Nacional 6 de Bolivia.

La ciudad se asienta en las faldas del cerro Posokoni que contiene ricos yacimientos de estaño y a cuyo alrededor gira la actividad económica de Huanuni desde inicios del siglo XX.
El municipio fue creado por Ley de 15 de noviembre de 1912, como parte de la provincia de Cercado, durante el gobierno de Eliodoro Villazón.

## Geografía
El municipio de Huanuni se encuentra en la parte oriental de la provincia de Dalence, al este del departamento de Oruro. Limita al noroeste con el municipio de Machacamarca, al norte con el municipio de Oruro en la provincia de Cercado, al noreste con el municipio de Bolívar en el departamento de Cochabamba, al este con los municipios de Caripuyo y Llallagua en el departamento de Potosí, al sur con el municipio de Antequera y al oeste con el municipio de Poopó, ambos en la provincia de Poopó.
Huanuni se encuentra en el Altiplano boliviano en el extremo occidental de la Cordillera Azanaques, una sección de la Cordillera Central. La región tiene un clima diurno pronunciado, la fluctuación de la temperatura promedio durante el día es más pronunciada que durante las estaciones.
La temperatura media anual de la región es un poco menos de 9 °C, los valores mensuales varían entre 4 °C en junio / julio y 11 °C de noviembre a marzo (véase el diagrama clima Huanuni). La precipitación anual es de sólo 350 mm de baja, de abril a octubre hay una pronunciada estación seca con valores mensuales de menos de 10 mm, sólo desde diciembre a marzo caída mensual de precipitaciones apreciables entre 55 y 85 mm.

## Transporte
Huanuni se encuentra a 49 kilómetros al sureste de Oruro, la capital del departamento del mismo nombre.
Desde Oruro, la carretera pavimentada Ruta 1 hacia el sur lleva 30 kilómetros hasta Machacamarca. Allí, la única Ruta 6 asfaltada se ramifica hacia el sureste y llega a Huanuni después de otros 22 kilómetros. La Ruta 6 continúa como camino sin pavimentar a través de Llallagua y Uncía a Sucre.

## Economía
Ya desde 1919 se aplicó una jornada de ocho horas para el trabajo en las minas de Huanuni.
Tras el colapso del mercado internacional de estaño en la década de 1980, la empresa minera estatal COMIBOL (Corporación Minera de Bolivia) se vio obligada a cerrar numerosas minas en todo el país y despedir a 30.000 mineros, incluso en Huanuni. Si bien muchos de los mineros continuaron trabajando por cuenta propia o en pequeñas cooperativas , el gobierno boliviano más tarde otorgó los derechos mineros en Huanuni a la compañía británica Allied Deals (más tarde, RBG Resources), que quebró en 2005. Después de eso, la mina retrocedió al estado boliviano bajo la legislación actual.
Desde el 28 de mayo de 2004, Huanuni es la capital de estaño de Bolivia. Adentro y alrededor del cerro Posokoni se encuentra la mina de estaño más grande de Sudamérica, de la que se extrae el 5% de la lata mundial subsidiada, de 400 a 500 toneladas mensuales.
En las dos décadas anteriores a 2005, Minero-operativos, sin embargo, habían comprado en las acciones del propietario británico, posiblemente para hacerse cargo de forma privada a la mina Huanuni por el equivalente a un millón y medio de dólares. Sin embargo, el gobierno boliviano consideró que estos paquetes son ilegales, ya que la privatización de la mina bajo el presidente Hugo Bánzer y su sucesor electo, Jorge Quiroga, no fue constitucional. En octubre de 2006, el conflicto entre los accionistas minoritarios y los mineros empleados en el estado estalló en un conflicto armado con más de diez muertes. Como resultado del conflicto, el jefe de Estado Evo Morales despidió al ministro de minería de su gobierno, Walter Villaroel, y el jefe de la empresa minera estatal Comibol.

## Demografía
De acuerdo con el censo boliviano de 2024, la población del municipio de Huanuni es de 20 028 habitantes.
La población del municipio de Huanuni se mantuvo prácticamente igual entre 1992 y 2024. En cuanto a la localidad de Huanuni, después de una disminución en las décadas de 1970 y 1980, la población ha vuelto a aumentar a su nivel anterior entre 1992 y 2012:
| Año  | Habitantes (municipio) | Habitantes (ciudad) | Fuente |
| ---- | ---------------------- | ------------------- | ------ |
| 1900 | -                      | 1 677               | Censo  |
| 1950 | -                      | 5 696               | Censo  |
| 1976 | -                      | 17 258              | Censo  |
| 1992 | 19 674                 | 14 083              | Censo  |
| 2001 | 19 428                 | 15 106              | Censo  |
| 2012 | 24 677                 | 20 336              | Censo  |
| 2024 | 20 028                 | -                   | Censo  |